# Ґідон Кремер
Ґідо́н Кре́мер (латис. Gidons Krēmers; 27 лютого 1947, Рига, Латвія) — латвійський скрипаль і диригент.

## Життєпис
Закінчив Московську консерваторію у 1969 році в класі Д. Ф. Ойстраха. Лавреат Міжнародного конкурсу імені королеви Єлизавети в Брюсселі (1967), переможець Міжнародного конкурсу імені Чайковського (1970). Виступає на концертах з 1965 року, з 1978 року живе за кордоном.
Художній керівник заснованого ним в 1981 році Фестивалю камерної музики в Локкенгаусі (Австрія), засновник і диригент молодіжного камерного гастрольного оркестру «Кремерата Балтика» (1996). В 1997–1998 роки — художній керівник Фестивалю Іегуді Менухіна в Гштаді (Швейцарія).
Кремер — музикант інтелектуального, експериментаторського складу; з ранніх років він тяжів до виконання сучасної музики й співробітництва з композиторами своєї епохи. Перший виконавець ряду творів Софії Губайдуліної, Едісона Денисова, Гія Канчелі, Арво Пярта, Валентина Сильвестрова, Альфреда Шнітке й ін.; йому присвячені «Fratres» Пярта, «Офферторіум» Губайдуліної, «La nontananza» Луїджі Ноно, симфонія для скрипки з оркестром Widmung Сильвестрова й ін., а також разом з його першою дружиною, скрипалькою Т. Т. Грінденко, — Concerto grosso № 1 Шнітке, «Tabula rasa» Арво Пярта. Кремер виступав у ансамблі з такими видатними музикантами як Матра Аргеріх, Гайнц Голліґер, Г. Шифф, Ю. Башмет, М. Майскій й ін. В останні роки також пропагує спадщину російського «авангардиста» перших десятиліть ХХ ст., що згодом працював за рубежем, — Артура Лур'є, а з іншого боку — творчість знаменитого автора естрадних аргентинських танго Астора П'яццолли.
Кремеру завжди було тісно в рамках властиво скрипкового мистецтва — звідси його тяжіння до оригінальних програм, що припускають співучасть у композиторському процесі, а також до літературної діяльності. Він автор книг «Осколки дитинства» (що вийшла німецькою мовою в Німеччині), «Обертони» (також опублікованої вперше німецькою в 1997), «Інародний артист», «Зізнання міражиста» (російською), «Листи до юної піаністки» (французькою).
Взимку 2015 року разом з колегами Гієдре Дірванаускайте (віолончель) та корінним киянином, а нині рижанином Андрієм Пушкарьовим (вібрафон) виступив з концертом у Києві. Супровід — київський камерний оркестр Романа Кофмана та хор «Щедрик» («Янголи печалі» Гії Канчелі). У квітні 2015 року Гідон Кремер разом зі своїм оркестром «Кремерата Балтика» представив на розсуд одеського глядача програму «Протистояння двох світів», створену у співпраці з відомим російським філософом і художником, дисидентом Максимом Кантором.
18 жовтня 2016 року вручена премія Японської художньої асоціації, яка є премією імператора Японії і в мистецькому світі неофіційно прирівнюється до премії Нобеля.